# Задубье (Костромская область)
Задубье — деревня в Костромском районе Костромской области. Входит в состав Середняковского сельского поселения.

## География
Находится в юго-западной части Костромской области на расстоянии приблизительно 8 км на юг по прямой от железнодорожной станции Кострома-Новая в правобережной части района.

## История
В 1872 году здесь был учтен 51 двор, в 1907 году отмечено было 68 дворов.

## Население
Постоянное население составляло 51 человек (1872 год), 54 (1897), 68 (1907), 6 в 2002 году (русские 100 %), 17 в 2022.